# Jonas Helgesson
Jonas Mikael Helgesson, född 4 mars 1978 i Göteborg, är en svensk komiker, föreläsare och författare.

## Biografi
Jonas Helgessons födsel var dramatisk då navelsträngen hade virat sig fyra varv runt halsen och han inte fick syre i 35 minuter, vilket resulterade i en CP-skada. Han lät sig inte begränsas av detta och uppmuntrades av sin familj under hela sin uppväxt att klara nya saker, och lärde sig att klara sig utan rullstolen när han var 13 år. Han har lärt sig att tala, gå, flytta hemifrån, köra bil, starta företag – och arbetar nu som föreläsare och ståuppare. Han har (2012) hållit över 500 föreläsningar. 
Första gången han uppträdde som ståuppkomiker var i en nybörjartävling 2006. Han kom då tvåa, men har sedan dess gjort många ståupp-framträdanden inte bara i Sverige utan även i Finland och Danmark.

### Om Helgesson
- 2015 – Helgesson, Lena (2017). CP-barnet: kampen, sorgen, glädjen (2:a utgåvan, första utgåva 2015). Örebro: Libris. Libris 19757121. ISBN 9789173875479

## Teater

### Roller
| År   | Roll  | Produktion                                           | Regi          | Teater            |
| ---- | ----- | ---------------------------------------------------- | ------------- | ----------------- |
| 2014 | David | Livet är en schlager Jonas Gardell och Fredrik Kempe | Jonas Gardell | Cirkus, Stockholm |